# Det glömda kriget 1808–1809
Det glömda kriget 1808–1809 är den tionde boken i serien om Theo och Ramona av författaren Kim Kimselius och gavs ut 2008. Handlingen utspelar sig under Finska kriget 1808–1809.